# Barend (Vorname)
Barend ist ein Männername. Es ist eine friesische bzw. niederländische Variante von Bernhard.

## Bekannte Namensträger
- Barend Biesheuvel (1920–2001), niederländischer Politiker
- Barend „Ben“ Bril (1912–2003), niederländischer Boxer, Ringrichter und Überlebender des Holocaust
- Barend Coenraad Petrus Jansen (1884–1962), niederländischer Chemiker
- Barend Cornelis Koekkoek (1803–1862), niederländischer Historien- und Porträtmaler.